# Promagistrado
Promagistrados eram cidadãos romanos nomeados pelo senado ou pelo príncipe para a administração das províncias romanas. Englobavam os procônsules - que eram ex-cônsules - e propretores - ex-pretores -, os primeiros em províncias onde eram necessários constante comando militar, por serem estratégicas, fronteiriças ou mesmo pacificadas havia pouco tempo, e por isso propensas a algum tipo de revolta; e os segundos em províncias com menor necessidade militar.
Ao promagistrado era conferido a dignidade proconsular, o que concedia a ele o comando supremo da província.